# Agron Llakaj
Agron Llakaj (* 24. April 1960 in Memaliaj, Kreis Tepelena, Albanien) ist ein albanischer Komiker, Moderator und Sänger.

## Werdegang
Er studierte zwischen 1987 und 1991 an der Kunstakademie in der albanischen Hauptstadt Tirana.
Erstmals einem breiten Publikum bekannt wurde Llakaj in der Lottoshow Telebingo zwischen 1996 und 2002. Danach war er bis 2010 erfolgreicher Hauptmoderator und nebenbei Komiker bei der Satire-Sendung Portokalli beim Privatsender Top Channel. Wegen Streitereien innerhalb der Firma Top Media wurde dem Comedian, der vom aktuellen Staatsoberhaupt Bamir Topi als Mjeshtër i Madh („Großer Meister“) ausgezeichnet wurde, im November 2010 gekündigt. Zwischen Januar 2011 und Mitte 2012 moderierte er Kush do të bëhet Milioner?, die albanische Version von Who Wants to Be a Millionaire?.
Seit Mitte 2012 moderiert er die Satire-Sendung Al Pazar beim privaten TV-Sender Vizion Plus. Al Pazar ist Portokalli sehr ähnlich. So werden einige Figuren aus der früheren Sendung von Llakaj wieder bei Al Pazar gespielt.